# Президентские выборы в Того (2005)
Внеочередные президентские выборы в Того проходили 24 апреля 2005 года после смерти 5 февраля 2005 года президента Гнассингбе Эйадема. 

## Кампания
Основными кандидатами были сын бывшего президента Фор Эссозимна Гнассингбе и лидер оппозиции  Эммануэль Боб-Акитани. Предвыборный период и непосредственно выборы сопровождались высоким уровнем насилия в стране. Согласно официальным данным Гнассингбе победил, получив 60% голосов. Сразу после объявления результатов в столице Того Ломе начались погромы, в результате которых тысячи жителей вынуждены были бежать в соседние страны.

## Результаты
26 апреля были объявлены предварительные результаты. Согласно им Фор Эссозимна Гнассингбе одержал победу с 60,22% голосов, а Эммануэль Боб-Акитани занял второе место с 38,19%. Арри Олимпио получил лишь 0,55% голосов, а Лоусон - 1,04%, несмотря на то, что он вышел из выборов. В выборах приняли участие 63,6% зарегистрированных избирателей. Конституционный суд подтвердил победу Гнассингбе 3 мая, когда были обнародованы официальные результаты.
| Кандидат                                                              | Партия                                        | Голоса    | %    |
| --------------------------------------------------------------------- | --------------------------------------------- | --------- | ---- |
| Фор Эссозимна Гнассингбе                                              | Объединение тоголезского народа               | 1 327 537 | 60,2 |
| Эммануэль Боб-Акитани                                                 | Союз сил за перемены                          | 841 797   | 38,2 |
| Николя Лоусон                                                         | Партия за обновление и спасение               | 22 980    | 1,0  |
| Арри Олимпио                                                          | Объединение в поддержку демократии и развития | 12 033    | 0,5  |
| Недействительных/пустых бюллетеней                                    | Недействительных/пустых бюллетеней            | 83 932    | –    |
| Всего                                                                 | Всего                                         | 2 288 279 | 100  |
| Зарегистрированных избирателей/Явка                                   | Зарегистрированных избирателей/Явка           | 3 599 306 | 63,6 |
| Источник: Adam Carr Архивная копия от 4 марта 2016 на Wayback Machine |                                               |           |      |

## Последствия выборов
27 апреля 11 человек погибло в столкновениях в Ломе между сторонниками оппозиции и полицией. Боб-Акитани объявил себя президентом, заявив, что он получил 70% голосов. К 29 апреля число погибших достигло 100 человек, в основном в городе Анехо на границе с Бенином.
Гнассингбе принял присягу 4 мая. Правозащитная организация Тоголезская лига прав человека заявила, что в результате беспорядков в период с 28 марта до 5 мая число убитых достигло 790 человек, а 4 345 человек пострадало. Около 24 тыс. жителей вынуждены были бежать в соседние Гану и Бенин.